# Bocina captora
Transductor utilizado en la grabación mecánica analógica.
Se trata de un transductor que recoge las ondas sonoras y las convierte en energía, bien magnética, o bien eléctrica. En este sentido, su función es similar a la del micrófono.
La bocina captora es una pequeña bocina terminada en un diafragma flexible y alargado que vibra según la presión que ejerce el sonido.
Las vibraciones sonoras son transformadas mediante un transductor electroacústico o electromagnético en variaciones eléctricas o magnéticas. Estas variaciones resultantes  proporcionan, mediante un nuevo proceso de transducción, la energía mecánica necesaria para mover la aguja encargada de trazar el surco sobre el disco o cilindro.
- Datos: Q5731012